# Сантуш, Леандру (футболист, 2005)
Леандру Энрике ди Соуза Сантуш (порт. Leandro Henrique de Sousa Santos; родился 28 сентября 2005 года в Баррейру, Португалия) — португальский футболист, защитник клуба «Бенфика».

## Клубная карьера
Леандру начинал карьеру в клубе «Фабрил» из своего родного города, а в 2017 году вошёл в систему «Бенфики». В сезоне 2024/25 он был переведён во вторую команду «орлов», за которую состоялся его дебют во взрослом футболе: 18 августа 2024 года защитник вышел на замену в матче Сегунды с «Тореенсе» и отметился голевой передачей. 24 ноября Леандру впервые сыграл за первый состав «Бенфики», отыграв встречу с «Эштрелой» в рамках Кубка Португалии. 15 февраля 2025 года он вышел в стартовом составе в игре Примейры с «Санта-Кларой». Суммарно за «Бенфику» в первом сезоне на взрослом уровне Леандру провёл 3 матча в чемпионате Португалии, а также 2 кубковые игры.
В июне 2025 года Леандру был включён в заявку «Бенфики» на клубный чемпионат мира. Он не сыграл ни одной встречи на этом турнире, оставаясь на скамейке запасных.

## Международная карьера
10 октября 2024 года защитник дебютировал на международном уровне в составе молодёжной сборной Португалии, отыграв встречу против молодёжной сборной Турции. Всего за эту сборную он принял участие в 6 матчах.